# THE SINGER
『THE SINGER』（ザ・シンガー）は、DEEPの5枚目のオリジナル・アルバム。2018年6月27日に、Sony Music Associated Recordsから発売された。DVD付初回限定盤と通常盤の2形態で発売。

## 収録曲

### CD/DISC-1
1. MORE DEEP [4:06]
作詞・作曲：HUM
2. MAYDAY [3:50]
作詞：Harumi Tsuyuzaki
作曲：Drew Ryan Scott,Ichiro Suezawa,Ryosuke"Dr.R"Sakai
編曲：Ryosuke"Dr.R"Sakai
3. SING [5:21]
作詞：DEEP　作曲・編曲：春川仁志
4. U-turn love [4:09]
作詞：michiko　作曲：T.Kura,michiko　編曲：T.Kura
5. I MISS YOU [4:10]
作詞：NaNa★MUSiC,EQ
作曲：EQ　編曲：EQ for TinyVoice,Production
6. Turn Back Time[4:52]
作詞・作曲・編曲：Nao'ymt
7. Burtterfly [4:30]
作詞：木村カエラ　作曲：末光篤　編曲：中村泰輔
8. Celebrate [5:10]
作詞：KEISEI　作曲：KEISEI・Carlos K.　編曲：Carlos K.
9. Guess What Girl[4:01]
作詞：michico　作曲：T.Kura,michico　編曲：T.Kura
10. DWTS[3:28]
WRITER：Teddy Rilly,Anthony Franks,Alvin Waters,Calvin Waters,Aliya Miharu
11. あなたに[4:37]
作詞・作曲：Misako Sakazume　編曲：中村泰輔
12. The One [4:48]
作詞：SHOKICHI　作曲：SHOKICHI,SUNNY BOY　編曲：Daizo Mori

### DVD/DISC-2（初回限定盤）
1. MAYDAY (MUSIC VIDEO)
2. SING (MUSIC VIDEO)
3. Celebrate (MUSIC VIDEO)
4. SING (LYRIC VIDEO)
5. Celebrate (LYRIC VIDEO)
6. 特典映像A　DEEPに聞きたい50のこと
7. 特典映像B　メドレー：ずいずいずっころばし（アカペラバージョン）〜線路は続くよどこまでも（アカペラバージョン）